# جولة تحدي اتحاد لاعبي التنس المحترفين
جولة تحدي اتحاد لاعبي التنس المحترفين (المعروفة حتى نهاية عام 2008 باسم سلسلة تحدي اتحاد لاعبي التنس المحترفين) هي سلسلة من بطولات التنس الاحترافية الدولية للرجال. تأسست في عام 1976 كبديل لدائرة الأقمار الصناعية ILTF (التي تأسست في عام 1971) باعتبارها المستوى الثاني للتنس.
تُعد أحداث جولة التحدي ثاني أعلى مستوى من منافسات التنس، بعد جولة اتحاد لاعبي التنس المحترفين وقبل بطولات جولة الاتحاد الدولي للتنس العالمية. تتم إدارة بطولة جولة تحدي اتحاد لاعبي التنس المحترفين من قبل رابطة لاعبي التنس المحترفين (ATP). يكسب اللاعبون الناجحون في بطولة جولة تحدي اتحاد لاعبي التنس المحترفين نقاط تصنيف كافية للدخول في السحوبات الرئيسية أو التأهيلية في بطولات جولة رابطة لاعبي التنس المحترفين العالمية. اللاعبون في جولة التحدي هم عادة لاعبون شباب يتطلعون إلى تطوير حياتهم المهنية، أو أولئك الذين فشلوا في التأهل لأحداث اتحاد لاعبي التنس المحترفين، أو لاعبين سابقين في جولة اتحاد لاعبي التنس المحترفين يتطلعون إلى العودة إلى الجولة الأولى.

## تاريخ أحداث التحدي
أقيمت أولى فعاليات التحدي في عام 1978، حيث أقيمت ثمانية عشر فعالية. تم عقد اثنتين في الأسبوع الذي يبدأ في 8 يناير، واحدة في أوكلاند والأخرى في هوبارت. أقيمت الأحداث التالية واحدة تلو الأخرى بدءًا من 18 يونيو وانتهت في 18 أغسطس في المواقع التالية في الولايات المتحدة، بالترتيب: شريفبورت، برمنغهام، آشيفيل، رالي، هيلتون هيد، فيرجينيا بيتش، وول، كيب كود، ولانكستر. استمرت الأحداث بعد انقطاع دام شهرًا واحدًا، حيث بدأت اثنتان في 24 و25 سبتمبر، واحدة في تينتون فولز، نيو جيرسي، والأخرى في لينكولن، نبراسكا، على التوالي. وشهد الأسبوع التالي إقامة حدث واحد في مدينة سولت ليك، ثم إقامة حدثين في وقت واحد في تل أبيب وسان رامون، كاليفورنيا، ثم إقامة حدث واحد في الأسبوع التالي في باسادينا. أقيمت المباراة النهائية بعد شهر في كيوتو. وبالمقارنة، شهد جدول عام 2008 إقامة 178 حدثاً في أكثر من 40 دولة.

## الشراكات مع رابطة التنس الجامعية والاتحاد الدولي للتنس
في إطار الجهود المبذولة لتعزيز تقدم اللاعبين الجامعيين والناشئين في الجولة الاحترافية، أقامت جولة تحدي اتحاد لاعبي التنس المحترفين شراكة مع رابطة التنس الجامعية (ITA) والاتحاد الدولي للتنس (ITF) لإعطاء اللاعبين المزيد من الفرص في الجولة الاحترافية. الآن أصبح أولئك الذين ينهون تعليمهم الجامعي ضمن العشرة الأوائل في تصنيفات نهاية العام الجامعي مؤهلين للحصول على ست بطاقات جامحة في السحب الرئيسي لأحداث تحدي، وإذا أنهوا تعليمهم الجامعي، فإنهم يحصلون على 8 من تلك البطاقات الجامحة. أولئك الذين ينهون في النطاق من 11 إلى 20 من التصنيفات الجامعية مؤهلون للحصول على ست بطاقات تأهيلية، بينما يكون أولئك الذين أكملوا تعليمهم الجامعي مؤهلين للحصول على ثماني بطاقات تأهيلية.
على غرار الشراكة مع الاتحاد الدولي للتنس، دخلت جولة تشالنجر في شراكة أيضًا مع الاتحاد الدولي للتنس. منحت هذه الشراكة أولئك الذين احتلوا تصنيفات نهاية العام ضمن العشرة الأوائل في العالم الحق في الحصول على ثماني بطاقات تأهل رئيسية لجولة التحدي، وأولئك الذين أنهوا العام بين المركز الحادي عشر والعشرين في العالم حصلوا على ثماني بطاقات تأهل تأهيلية لجولة التحدي.

## جائزة مالية ونقاط التصنيف
في عام 2022، خلال الموسم الأكثر عددًا في تاريخ الجولة، أعلنت جولة اتحاد لاعبي التنس المحترفين عن إصلاح شامل لنظام البطولات بدءًا من موسم 2023. تم إلغاء أحداث تحدي 110 و تحدي 90، وتم تقليص تحدي 80 إلى تحدي 75 في حين تمت زيادة متطلبات جوائز المال له و تحدي 100. كما قدمت أيضًا أعلى فئة جديدة - تحدي 175 التي ستقام لأول مرة في الأسبوع الثاني من بطولات دورات الماسترز 1000 نقطة في إنديان ويلز وروما ومدريد.
نظام النقاط الجديد هو كما يلي:
| فئة البطولة | الفردي | الفردي | الفردي                    | الفردي                    | الفردي            | الفردي            | الفردي            | الفردي                           | الفردي                           | الفردي                           | المزدوج     | المزدوج     | المزدوج                   | المزدوج                   | المزدوج           |
| فئة البطولة | البطل  | وصيف   | خروج في الدور نصف النهائي | خروج في الدور ربع النهائي | خروج في دور الـ16 | خروج في دور الـ32 | خروج في دور الـ48 | الوصول إلى النهائيات في التصفيات | خروج في الدور الثاني من التصفيات | خروج في الدور الثالث من التصفيات | البطل       | وصيف        | خروج في الدور نصف النهائي | خروج في الدور ربع النهائي | خروج في دور الـ16 |
| ----------- | ------ | ------ | ------------------------- | ------------------------- | ----------------- | ----------------- | ----------------- | -------------------------------- | -------------------------------- | -------------------------------- | ----------- | ----------- | ------------------------- | ------------------------- | ----------------- |
| المتحدى 175 | 175    | 100    | 60                        | 32                        | 15                | 0                 | 0                 | 6                                | 2                                | 0                                | لم تُلعب بعد | لم تُلعب بعد | لم تُلعب بعد               | لم تُلعب بعد               | لم تُلعب بعد       |
| المتحدى 125 | 125    | 64     | 35                        | 16                        | 8                 | 0                 | 0                 | 5                                | 2                                | 0                                | 125         | 75          | 45                        | 25                        | 0                 |
| المتحدى 100 | 100    | 50     | 25                        | 14                        | 7                 | 0                 | 0                 | 5                                | 2                                | 0                                | 100         | 60          | 36                        | 20                        | 0                 |
| المتحدى 75  | 75     | 44     | 22                        | 12                        | 6                 | 0                 | 0                 | 4                                | 2                                | 0                                | 75          | 50          | 30                        | 16                        | 0                 |
| المتحدى 50  | 50     | 25     | 14                        | 8                         | 4                 | 0                 | 0                 | 3                                | 1                                | 0                                | 50          | 30          | 17                        | 9                         | 0                 |

## جودة اللاعب
عادة ما يحقق اللاعبون النجاح في بطولات Futures ضمن بطولة جولة التنس العالمية للرجال التابعة للاتحاد الدولي للتنس قبل التنافس في تحديs. بسبب المستوى الأقل من النقاط والأموال المتاحة في مستوى تحدي، فإن معظم اللاعبين في تحدي لديهم تصنيف عالمي يتراوح بين 100 إلى 500 في بطولة بقيمة 35 ألف دولار، وبين 50 إلى 250 في بطولة بقيمة 150 ألف دولار. يحدث استثناء خلال الأسبوع الثاني من بطولة جراند سلام، عندما يحاول أفضل 100 لاعب خسروا بالفعل في البطولة الحصول على بطاقة دخول مجانية إلى بطولة تشالنجر بدءًا من ذلك الأسبوع الثاني.

## تريتورن سيري+
في فبراير 2007، أصبحت تريتورن الكرة الرسمية لسلسلة تشالنجر، والراعي لسلسلة جديدة تتكون من بطولات تشالنجر التي تبلغ قيمة جوائزها المالية 100 ألف دولار أو أكثر. جددوا الرعاية مع اتحاد لاعبي التنس المحترفين في عام 2010 ومددوها حتى نهاية عام 2011.

## السجلات

### معظم الألقاب الفردية
| موضع | لاعب                 | عنوان |
| ---- | -------------------- | ----- |
| 1    | لو ين هسون           | 29    |
| 2    | دودي سيلا            | 23    |
| 3    | باولو لورينزي        | 21    |
| 4    | كارلوس بيرلوك        | 19    |
| 5    | اليابان اذهب سويدا   | 18    |
| 6    | ماكسيمو جونزاليس     | 17    |
| 6    | بلاز كافسيتش         | 17    |
| 6    | فاكوندو باجنيس       | 17    |
| 8    | اليابان تاكاو سوزوكي | 16    |
| 8    | ألياز بيديني         | 16    |

### فاز بأكبر عدد من المباريات
تم التحديث اعتبارًا من 10 مايو 2024
| #                   | المباريات التي فاز بها | سنين      |
| ------------------- | ---------------------- | --------- |
| 423                 | روبين راميريز هيدالغو  | 2000–2017 |
| 421                 | باولو لورينزي          | 2003–2021 |
| 409                 | اذهب سويدا             | 2004–2022 |
| 369                 | لو ين هسون             | 2002–2018 |
| 363                 | فاكوندو باجنيس         | 2009–2024 |
| 350                 | كارلوس بيرلوك          | 2002–2019 |
| 328                 | فيليبو فولاندري        | 1999–2016 |
| 325                 | بلاج كافسيتش           | 2007–2022 |
| 323                 | روجيريو دوترا سيلفا    | 2006–2019 |
| 321                 | دودي سيلا              | 2003–2022 |
| 306                 | هوراسيو زيبالوس        | 2006–2017 |
| الحد الأدنى 300 فوز |                        |           |

### أقدم الأبطال
| لاعب             | عمر              | عنوان             |
| ---------------- | ---------------- | ----------------- |
| إيفو كارلوفيتش   | 39 سنة و 7 أشهر  | كالجاري 2018      |
| فرناندو فيرداسكو | 38 سنة و 3 أشهر  | مونتيري 2022      |
| ريتشارد جاسكيه   | 38 سنة وشهرين    | كاسيس 2024        |
| ديك نورمان       | 38 سنة وشهر واحد | مدينة مكسيكو 2009 |
| ستيفان روبرت     | 37 سنة و 8 أشهر  | بيرني 2018        |
| فابيو فونيني     | 37 سنة و 6 أشهر  | مونتيمار 2024     |
| بوب كارمايكل     | 37 سنة و 6 أشهر  | هوبارت 1978       |
| ستيفان روبرت     | 37 سنة و 5 أشهر  | كوبي 2017         |
| تومي روبريدو     | 37 سنة وشهر واحد | بارما 2019        |
| تومي روبريدو     | 37 سنة وشهر واحد | بوزنان 2019       |

### أصغر الأبطال
| لاعب                 | عمر              | عنوان          |
| -------------------- | ---------------- | -------------- |
| مايكل تشانغ          | 15 سنة و 7 أشهر  | لاس فيغاس 1987 |
| ريتشارد جاسكيه       | 16 سنة           | مونتوبان 2002  |
| برنارد توميتش        | 16 سنة و 4 أشهر  | ملبورن 2009    |
| كينت كارلسون         | 16 سنة و 7 أشهر  | نيو أولم 1984  |
| ماركوس أوندروسكا     | 16 سنة و 7 أشهر  | ديربان 1989    |
| ريتشارد جاسكيه       | 16 سنة و 8 أشهر  | سراييفو 2003   |
| رافائيل نادال        | 16 سنة و 9 أشهر  | بارليتا 2003   |
| ريتشارد جاسكيه       | 16 سنة و 10 أشهر | نابولي 2003    |
| فيليكس أوجيه-ألياسيم | 16 سنة و 10 أشهر | ليون 2017      |

### أصغر لاعب يفوز بألقاب متعددة
| لاعب                 | عمر              | عنوان              |
| -------------------- | ---------------- | ------------------ |
| ريتشارد جاسكيه       | 16 سنة و 8 أشهر  | سراييفو 2003       |
| فيليكس أوجيه-ألياسيم | 17 سنة وشهر واحد | إشبيلية 2017       |
| رافائيل نادال        | 17 سنة وشهر واحد | سيغوفيا 2003       |
| برنارد توميتش        | 17 سنة و 3 أشهر  | بيرني 2010         |
| كارلوس ألكاراز       | 17 سنة و 5 أشهر  | برشلونة 2020       |
| نوفاك ديوكوفيتش      | 17 سنة و 5 أشهر  | آخن 2004           |
| خوان مارتن ديل بوترو | 17 سنة و 6 أشهر  | أغواسكاليينتس 2006 |

### أصغر لاعب يفوز بثلاثة ألقاب
| ريشارد جاسكيه        | 16 سنة و 10 أشهر | نابولي 2003   |
| كارلوس ألكاراز       | 17 سنة و 5 أشهر  | أليكانتي 2020 |
| فيلكس أوجر الياسيم   | 17 سنة و 10 أشهر | ليون 2018     |
| خوان مارتن ديل بوترو | 17 سنة و 10 أشهر | سيغوفيا 2006  |
| نوفاك دجوكوفيتش      | 17 سنة و 11 شهرًا | سان ريمو 2005 |

## قائمة الأحداث
بطولة تامبيري المفتوحة هي أطول بطولة تحدي اتحاد لاعبي التنس المحترفين.

### تشالنجر 175 (220,000 دولار أمريكي + H / 200,000 يورو + H)
- بطولة أريزونا للتنس الكلاسيكية
- بي إن بي باريبا بريمروز بوردو
- كوبا كاب كانا
- بطولة إستوريل المفتوحة
- فتح آكس بروفانس كريدي أجريكول
- بيمونتي المفتوحة إنتيسا سان باولو
- بطولة سردينيا المفتوحة (2023-2024)

### تشالنجر 125 (164,000 دولار أمريكي + H / 145,000 يورو + H)
- بطولة AON المفتوحة
- كأس باد والترسدورف
- بطولة البحرين للتنس - وزارة الداخلية
- بطولة بنغالورو المفتوحة
- بطولة براو المفتوحة
- بطولة بوسان المفتوحة
- بطولة كانبيرا الدولية للتنس
- كوبا فولكومبريدج
- بطولة كوميه أورليانز المفتوحة
- ديالكتيك زوغ المفتوحة
- كأس إميليا رومانيا للتنس
- هانغتشو تشالنجر
- HPP مفتوح  [لغات أخرى]‏
- مدينة التنس الدولية في بيروجيا
- استثمر في Szczecin Open  [لغات أخرى]‏
- بطولة لكزس برمنغهام المفتوحة
- بطولة لكزس إلكلي المفتوحة
- بطولة لكزس نوتنغهام المفتوحة
- كأس إشبيلية LX  [لغات أخرى]‏
- بطولة مكسيكو سيتي المفتوحة
- موريليا المفتوحة
- كأس نابولي للتنس
- أولبيا تشالنجر
- دي أويراس المفتوحة
- كيمبر بريتاني المفتوحة
- العب في تشالنجر
- بطولة بورتو المفتوحة (2023-2024)
- RD مفتوح
- روزاريو تشالنجر
- بطولة سلوفاكيا المفتوحة
- بطولة سان تروبيه المفتوحة
- بطولة سان مارينو المفتوحة للتنس (2001–2014، 2021–)
- بطولة سباركاسه سالزبورغ المفتوحة
- تيريجا المفتوحة باو بيرينيه
- بطولة تايبيه المفتوحة للكاراتيه

## روابط خارجية
- الموقع الرسمي لرابطة محترفي التنس (ATP)
- قائمة أحداث تحدي القادمة/السابقة (مؤرشفة في 9 مايو 2008)